# اهورن، اتریش
اهورن، اتریش (به آلمانی: Ahorn, Austria) یک سکونتگاه مسکونی در اتریش است که در Rohrbach District واقع شده‌است.

## خصوصیات
اهورن ۱۳ کیلومترمربع مساحت دارد ۸۲۸ متر بالاتر از سطح دریا واقع شده‌است.